# 尼古拉·加马列亚
尼古拉·费奥多罗维奇·加马列亚（俄語： 1859年2月17日—1949年3月29日）俄罗斯和苏联医生、科学家，微生物学和疫苗研究先驱，生于俄罗斯帝国敖德萨，曾就读于敖德萨新俄罗斯大学（今敖德萨大学）和圣彼得堡军事医学院（今基洛夫军事医学院），曾在法国微生物学家路易·巴斯德的实验室工作，后回国协同伊利亞·梅契尼可夫一同从事狂犬病疫苗的研究。1891年建立的加马列亚流行病与微生物学国家研究中心以他的名字命名。